# E.C. Collier
L' E.C. Collier est un sloop de type local skipjack, bateau ostréicole de la baie de Chesapeake, construit en 1910 à Deal Island dans le Maryland. C'est un bateau à deux voiles avec une dérive de fond en "V".
Il est l'un des 35 bateaux traditionnels de pêche survivants de la baie de Chesapeake, servant au dragage des huîtres  et membre de la dernière flotte de voile commerciale aux États-Unis.
Au moment de son classement sur le registre national des lieux historiques, il se trouvait à Tilghman Island dans le comté de Talbot .

## Musée maritime de Chesapeake Bay
Il est maintenant une exposition permanente au Chesapeake Bay Maritime Museum à Saint Michaels, qui possède aussi :
- l'Edna E. Lockwood, un bugeye autre voilier typique de la baie de Chesapeake, classé National Historic Landmark[4].
- l'Edmee S., un Log canoe des années 1930.
- Le Rosie Parks, un skipjack de 1955.

## Galerie

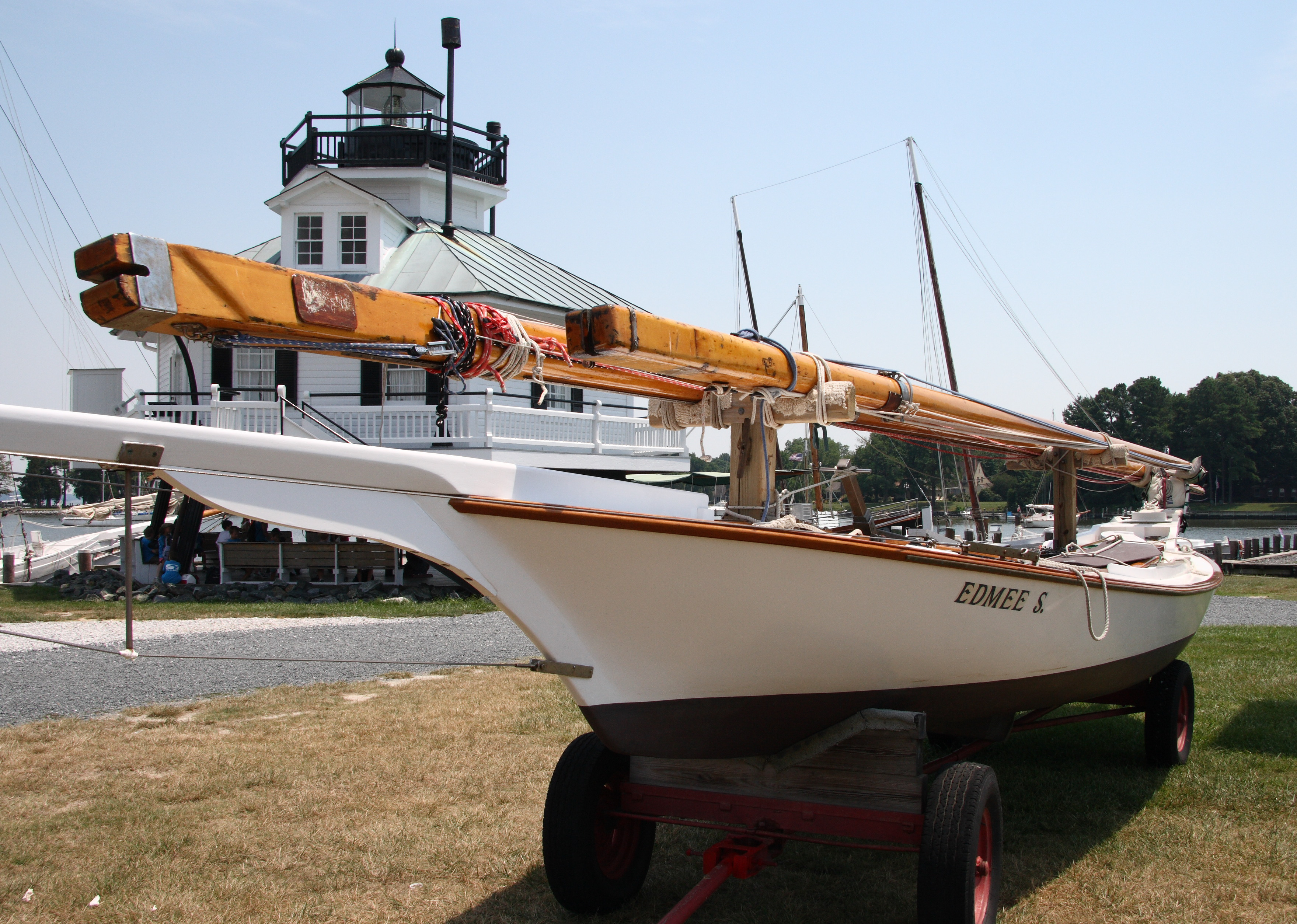
Edmee S.
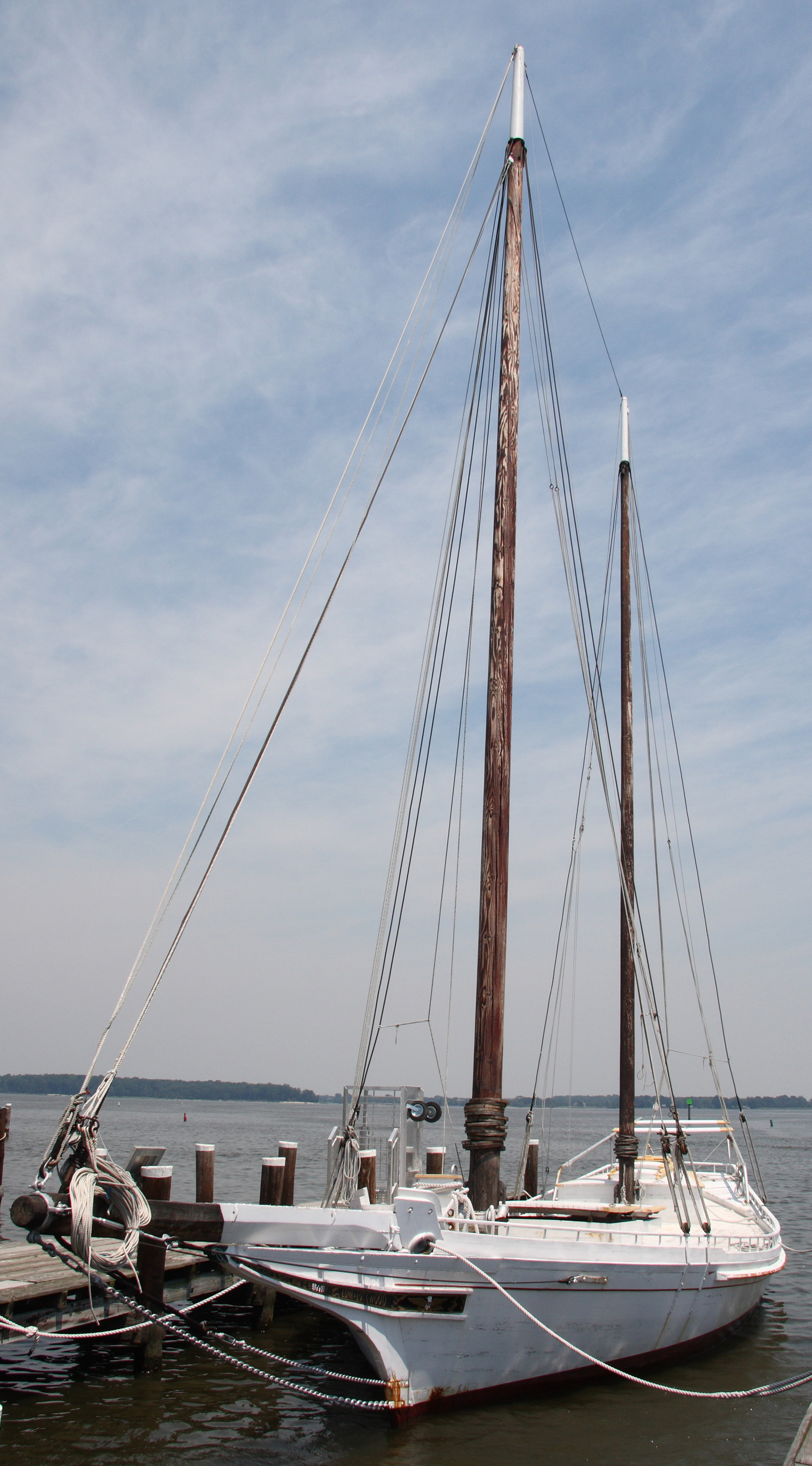
Edna E. Lockwood